# Daniel Henshall
Daniel Henshall, né le 9 août 1982, est un acteur australien.

## Filmographie

### Cinéma
- 2011 : Les Crimes de Snowtown : John Bunting
- 2012 : Not Suitable for Children : Dave
- 2012 : Any Questions for Ben? : Nick
- 2013 : Around the Block : Simon
- 2013 : These Final Hours : Freddy
- 2014 : Mister Babadook : Robbie
- 2014 : Fell : Luke
- 2017 : Ghost in the Shell : Skinny Man
- 2017 : Okja : Blond
- 2018 : Skin de Guy Nattiv
- 2025 : Mickey 17 de Bong Joon-ho : Preston

### Télévision
- 2007 : All Saints : Tim Downly
- 2008 : Out of the Blue : Adam 'Addo' O'Donnell
- 2010 : Rescue : Unité Spéciale : Trevor Slezak
- 2010 : Devil's Dust : Jock
- 2012 : The Hamster Wheel : multiples
- 2012 : Rake : le clown
- 2013 : Mr & Mrs Murder : Gregor Cheresniak
- 2014-2017 : Turn : Caleb Brewster
- 2015 : The Beautiful Lie : Kingsley Faraday

## Récompenses
- AACTA Award 2012 : Meilleur acteur pour Les Crimes de Snowtown
- Film Critics Circle of Australia 2012 : Meilleur acteur pour Les Crimes de Snowtown
- Film Critics Circle of Australia Awards 2012 : Meilleur acteur pour Les Crimes de Snowtown
- Festival international du film de Marrakech 2011 : Meilleur acteur pour Les Crimes de Snowtown
- Festival 2 Valenciennes 2011 : Prix d'interprétation masculine pour Les Crimes de Snowtown